# Шервашидзе (Чачба)
Шервашидзе (груз. შარვაშიძე, абх. Шервашиӡе), или Чачба (абх. Чачба) — грузинский и абхазский княжеский род. С 1184 года владетельные князья Абхазии.

## Происхождение
Согласно родословной легенде, владетельный княжеский род Шервашидзе восходит к эмиру по имени Шавир, который правил в Ширване, чья династия восходит к VII веку. Его, пленённого, в 1124 году привез в Грузию царь Давид IV Строитель. Дотаго Шервашидзе был назначен эристави (наместником) Абхазии царицей Тамарой в 1184 году.
До этого времени правителями Абхазии были только князья из рода Ачба, и их фамилия стала нарицательной, синонимом слова «государь». Поэтому новые правители Шарвашидзе среди абхазов получили название Ач-Ачба — «Ачба над Ачба» или, согласно абхазской фонетике[прояснить], Чачба.
В дореволюционной литературе сообщалось, что фамилия Шервашидзе происходит от топонима Ширван, и что некоторые  абхазские княжеские роды, в частности Маршани и Анчабадзе (Ачба) считают себя более древними, чем род владетельных князей Шервашидзе.

## Дальнейшая история рода
Когда в XIII веке Грузия переживала период раздробленности, эриставства, то есть наместничества, к тому времени уже наследственные, превращаются во владетельные княжества — самтавро, управляемые владетелями — мтавари. Одним из таких княжеств стала Абхазия. Однако в начале XIV века Абхазское княжество, в свою очередь, на время слабеет, тогда как соседняя Мегрелия, управляемая родом Дадиани, напротив, усиливается. Князья Дадиани заняли Сухум; несмотря на это, в 1412 году они потерпели поражение от князей Чачба, сохранивших за собой контроль над западной частью Абхазии.
В следующие столетия ситуация в регионе характеризовалась смутами с участием грузинских и имеретинских царей, мегрельских, абхазских и сопредельных владетелей. Установить их иерархию относительно друг друга, не впадая в излишнюю политизацию, не представляется возможным.
С конца XVI века в Абхазии растёт турецкое влияние, что даёт Османской империи повод называть Абхазию своим владением. Однако и турецкая власть большую часть времени практически не распространялась за пределы городов и крепостей на побережье. После 1806 года турки окончательно утратили контроль над Абхазией; в 1810 Сухум был бомбардирован русской эскадрой, а в 1812 году Турция по Бухарестскому мирному договору, окончившему очередную Русско-турецкую войну, официально уступила Абхазию, которую, впрочем, уже не контролировала, России.
Освобождение Абхазии от власти турок было связано с именем энергичного владетеля Келеш-бея Чачба (1747—1808; годы правления: 1780—1808). Келеш-бей искусно лавировал между Турцией и Россией, склоняясь к союзу с последней, но, согласно официальной российской версии, был отравлен свои старшим сыном, Аслан-беем Чачба. Аслан-бей, в том же 1808 году, вступил на княжеский престол, причём пользовался поддержкой значительной части абхазов, но не был признан Россией абхазским князем. В силу этого Аслан-бей был изгнан российскими войсками из Сухума, какое-то время продолжал сопротивление, а затем бежал в Турцию. На его место император Александр I утвердил владетельным князем его младшего брата, Георгия II Чачба (Сафар-бея) (годы правления: 1810—1821), наставником и ближайшим соратником которого был дворянин Кац Маан.
Георгий II (Сафар-бей), скончался в 1821 году, а уже в следующем, 1822 году, скончался его старший сын, Дмитрий (Омар-бей). Новым владетелем стал второй сын Георгия II, Михаил (Хамид-бей) Чачба (Шервашидзе) (1805—1866, годы правления: 1822—1864). Ближайшим советником при нём остался Кац Маан.
Хотя с 1812 года Абхазия официально считалась российским протекторатом, полное включение Абхазии в состав Российской империи затянулось еще практически на 50 лет. При этом, если владетели Георгий II (Сафар-бей) и Михаил (Хамид-бей; этот последний до поры до времени) поддерживали российскую политику и оказывали содействие русским войскам; то такие регионы Абхазии, как Ахчипсоу и Цебельда, слабо признававшие власть князей Чачба и имевшие собственных князей из рода Маршан, оказали весьма упорное сопротивление.
Во всех этих событиях князья из рода Шервашидзе, владетели края и их многочисленные родственники, играли решающую роль, до тех пор, пока последний владетель, Михаил (Хамид-бей) Шервашидзе не был смещён русской администрацией За свою двусмысленную политику периода Крымской войны и выслан в Воронеж. Но и после этого Шервашидзе сохраняли в России земельные наделы и княжеский титул.
Сын и наследник Михаила Шервашидзе, поэт, драматург и общественный деятель Георгий Михайлович, пользовался большим уважением как среди грузин, так и среди абхазов. Его родственник, князь Георгий Дмитриевич Шервашидзе был одним из наиболее влиятельных сановников Российской империи при царе Николае II.

## Описание герба
В лазуревом щите две золотые войлочные шапки по форме головного убора, называемого у древних греков «пилос», из коих каждая сопровождается золотою восьмиконечною звездою (что знак Диоскуров). Щит увенчан дворянским коронованным шлемом. Нашлемник: три страусовых пера, среднее лазуревое, крайние золотые. Щитодержатели — два золотых грифа византийского типа с червлеными глазами и языками. Намет: лазуревый с золотом. Герб украшен княжескою мантиею и увенчан княжескою короною.

## Главы княжеского дома Абхазии

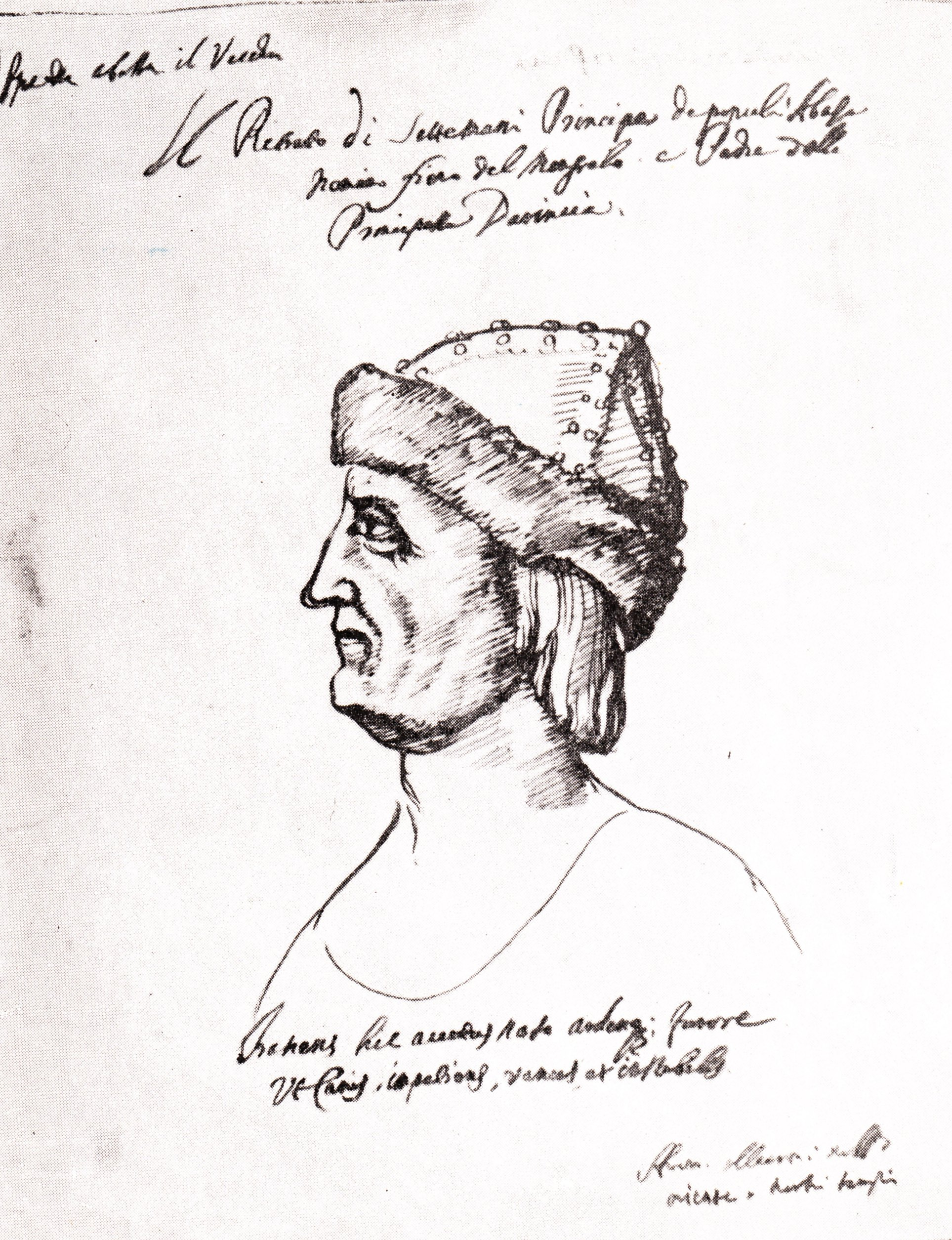
Владетель Абхазии Сетеман Шарашиа (Шервашидзе). Из альбома зарисовок дона Кристофоро де Кастелли

### Эриставы Сухумские
- Куабулел-Отаго Чачасдзе 1045
- Отаго I c 1124
- Дотагод (Отаго II) (ок. 1184—1213)
- Дардын (Дар-ад-дин) (ок. 1213—1243)

### Мтавары (Владетели) Абхазии
- Аргунай (ок. 1412—1444)
- Рабиа (ок. 1451—1465) или (ок. 1459—1461)
- Соломон I (ок. 1465—1480) или (ок. 1491—1495)
- Сустан (ок. 1480—1500)
- Арзакан (ок. 1500—1535) или (ок. 1491—1520)
- Саварех (ок. 1535—1550)
- Бослако (Бослаква) (ок. 1550—1580)
- Кара-бей (ок. 1580—1630)
- Путо (Путу) (ок. 1580—1620)
- Тануриа (ок. 1613—1628)
- Беслако (Беслаква) (ок. 1627—1650)
- Соломон II (ок. 1627—1650)
- Сетеман (ок. 1627—1650)
- Сустар (Георгий I) (ок. 1650—1665)
- Сорех (ок. 1660—1680)
- Зегнак (ок. 1665—1700)
- Ростом (ок. 1700 — 1730)
- Джигешиа (Дгеша) (ок. 1700—1710)
- Хамид (Леван) (ок. 1730)
- Манучар (ок. 1730 — 1750)
- Зураб (ок. 1750 — 1780)
- Келеш-бей (ок. 1780 — 1808)
- Аслан-бей (1808—1810)
- Сафар-бей (Георгий II) (1810—1821)
- Омар-бей (Дмитрий) (1821—1822)
- Михаил Георгиевич Шарвашидзе (1822—1866)

### Местоблюстители престола Абхазии
- Шервашидзе, Георгий Михайлович (1846—1918)
- Шервашидзе, Константин Иосебович (1918—1973)
- Шервашидзе, Георгий Константинович (1973—2010)
- Шервашидзе, Теймураз Георгиевич (2010 — н.в.)

## Схема Абхазского владетельного дома
```
Келиш-бей, † 1808, правитель, жил в Сухуме
х, развод, княжна … Дзяпш-Ипа
├─>Аслан-бей, † 1830, правитель в 1808-1810, убежденный мусульманин, умерший и похороненный в Османской Турции, претендовал на владение в 1821                                                 
   └─>Ширин-бей Шарвашидзе, возвращался в Абхазию с десантом мухаджиров, но был вынужден снова эмигрировать в Османскую Турцию                                                                                 
                                                                                                                                    
                                                                                                                                                                                                                                                                                                            х простолюдинка (из сословия «анхае») из фамилии Лейба, из сел. Мгудзырхне
├─>Сефер-бей/Георгий, † 1821 «незаконный сын», правитель с 1810 жил в Лыхны,
│  после смерти отца убежал в Мингрелию со своим братом Яму-беем,
│  откуда направил просьбу о принятии Абхазии
│  в подданство Российской Империи. Принял православие.
│  В 1810 признан и утверждён владетелем Абхазии, 
│  вступившей в подданство Российской Империи.
│  х княжна … Дадиан
│  ├─>Омар-бей/Дмитрий, * 1795, † 1822, правитель с 1821
│  └─>Гамуд-бей/Гамид-бей/Михаил, * 1806, † 1866, правитель с 1822
│     Жил в Лыхны/Лехне, опираясь на российский гарнизон, после восстания
│     против него, в 1824 перевезён в Редут-Кале, где жил 6 лет. В 1830 русские
│     войска заняли всю Абхазию и власть была возвращена Михаилу.
│     Полковник Л.-Гв. Преображенского полка (1835).
х ……
├─>Гасан-бей, управлял Сухумским округом, жил в Мерхеуле, после в Келасуре/Келассури.
│  Видимо, поддержал восстание Аслан-бея, сослан в 1821 в Сибирь, где пробыл 5 лет.
│  х дочь князя Нарчу Инал-Ипа.
├─>N. (сестра Гасан-бея)
│  х князь Хенкурус Маршания
│    Обдин из цебельдинских князей.
х бывшая жена двоюродного брата Бекир-бея Ш.,
  правителя Абживского округа, желавшего отделится от власти Келиш-бея
```

## Самурзаканский владетельный дом
Абхазский княжеский род в Самурзакане. Происходят от Куапа Шервашидзе († 1704), брата владетеля Абхазии Джигешиа Шервашидзе. Князь Куап Ш. занял территорию между рр. Ингуром и Гализой (Егури и Егризи Вахушта), разорённую войнами между имеретинскими царями и одишскими Дадианами; получил от брата Джигешиа право владения территорией.
По другой версии, происходят от Атандела, брата Мурзакана. Владетель Абхазии Леван, внук Джигешиа, передал Болхуху Ш. (возможно, сын Атандела), своих подданных в Гвамгвердии (часть Саберии).
Жили ранее в Копыти, части Бедии, где в 1870 имели ещё подданных. По другой версии, жили в 1870 в Саберии, на протяжении 3-х поколений.
```
Мурзакан
[вероятно, пропуск поколений]
 ├─>Хутуния, правитель
 ├─>Соломон (Солома), умер ранее отца
 │  └─>Его потомки — «набокевские» Шервашидзе, жили в Бербеле.
 ├─>Манучар (Манча), младший сын † 1813, при помощи кн. Дадианов отобрал
 │  право владения у дяди Левана. У него княжество отобрано Абхазским
 │  князем Келиш-беем, правитель после смерти Мехмед-бея.
 │  х княжна … Дадиан, сестра правителя Менгрелии Левана Д.
 │  ├─>Александр, † 1829, малолетний после смерти отца,
 │  │  правитель, в опеке у дяди кн. Левана Дадиана. Сослан по доносу дяди
 │  │  кн. Левана Дадиана в 1829 в Сибирь, умер по дороге в ссылку.
 │  └─>Дмитрий, † 1833 (или 1831, или 1832), малолетний после смерти отца.
 │     ├─>Александр (Хучи)
 │     └─>Ольга (Сырма)
 ├─>Бежан
 │  └─>Потомство угасло в к. 19 в.
 ├─>Леван
 │  └─>Потомство угасло в сер. 19 в.
 ├─>Эристо
 │  └─>Потомство существует.
 ├─>Сорех
 │  └─>Потомство существует.
 └─>Леван, правитель
    └─>Потомство существует — «бедийские» Шервашидзе, жили в селении Бедия.
```

## Бзыпские Чачба
Абхазский княжеский род. Потомки Кана Чачба (жил в к. 17 в.), правившего между рр. Псыртою и Бзыбою, брата владетеля Абхазии Джигешиа Чачба.
Владели в 1872 частью селения Отхара (Пицундский округ).

## Абжуйские Чачба
Абжуйские Чачба ведут свой род от Ширвана Чачба, младшего брата владетеля Абхазии Зураба Чачба.

## Известные представители рода
- Шервашидзе, Константин Георгиевич (1812—1883) — участник Заговора грузинского дворянства 1832 года.
- Шервашидзе, Георгий Михайлович (1846—1918) — наследник престола, поэт, общественный деятель.
- Шервашидзе, Георгий Дмитриевич (1847—1918) — тифлисский губернатор.
- Шервашидзе, Михаил Леванович (1871—1920) — полковник, герой Первой мировой войны.
- Шервашидзе, Александр Константинович (1867—1968) — первый профессиональный художник среди абхазов; сценограф, искусствовед и художественный критик.
- Шервашидзе, Лео Алексеевич (1910—2003) — Заслуженный деятель искусств, доктор искусствоведения, профессор.